# Ultraleichtfluggelände Lebach-La Motte

i7
i11
i13
Das Ultraleichtfluggelände Lebach-La Motte liegt in der Stadt Lebach im Landkreis Saarlouis im Saarland. Der Platzhalter und Betreiber ist der Gleitschirmjäger Saar e. V.

## Lage
Das Ultraleichtfluggelände liegt etwa 1,5 km westlich des Zentrums von Lebach.

## Flugbetrieb
Das Ultraleichtfluggelände besitzt eine Betriebsgenehmigung für schwerkraftgesteuerte Ultraleichtflugzeuge der Bauart Motorschirm in der Startart Eigenstart und Hängegleiter/Gleitsegel in der Startart Windenschleppstart. Es ist mit einer kreisförmigen Start- und Landefläche für Motorschirme mit einem Durchmesser von mindestens 20 m ausgestattet. Weiterhin verfügt es über eine etwa 500 m lange Seilauslegebahn in Ost-West-Richtung zum Windenschleppstart von Hängegleitern und Gleitsegeln. Das Ultraleichtfluggelände dient der Ausübung des Luftsports im Rahmen der Vereinstätigkeit des Platzhalters. Flugbewegungen von Dritten, die nicht Mitglied des Platzhalters sind, sind nicht zulässig. Flugausbildung mit Motorschirmen ist nicht zulässig.

## Geschichte
Das Ultraleichtfluggelände Lebach-La Motte wurde am 13. März 2017 genehmigt. Die Betriebsaufnahme wurde am 11. April 2017 gestattet.